# Drapeau de la Suède
Sur le drapeau de la Suède, se présentent les couleurs des armes de la Suède au XIVe siècle — trois couronnes d'or sur champ d'azur — adaptées à la forme de la croix scandinave. Cette croix scandinave représente le christianisme,. Il est dit que le dessin et les couleurs du drapeau suédois viennent des armoiries de la Suède datant de 1442, qui sont divisées en quatre par une croix pattée doré sur fond bleu, et que le drapeau danois a aussi servi de modèle. Les couleurs bleu et jaune sont utilisées pour représenter la Suède au moins depuis les armoiries du roi de Suède Magnus III, en 1275.

## Spécificités

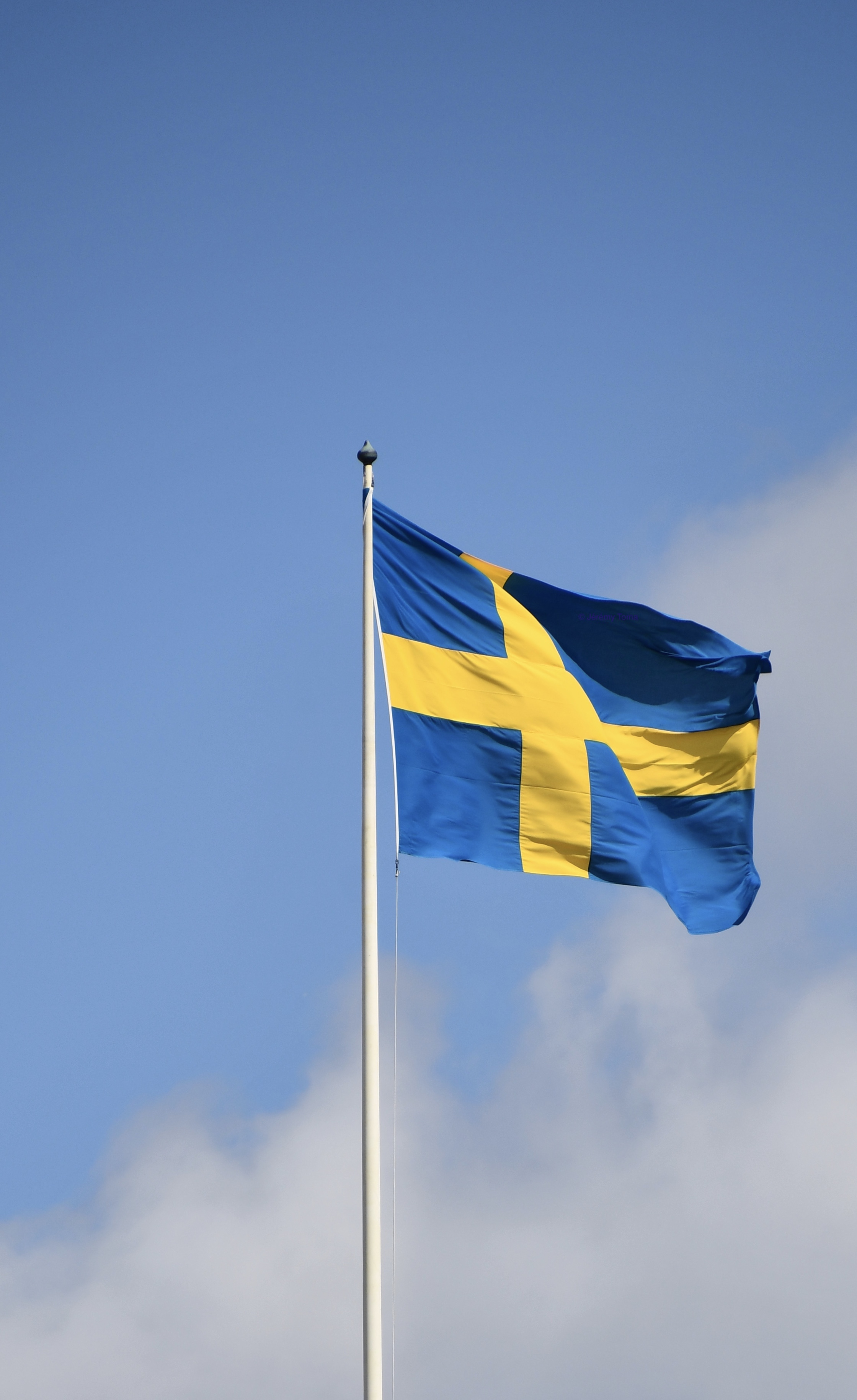
Le drapeau suédois à Malmö.
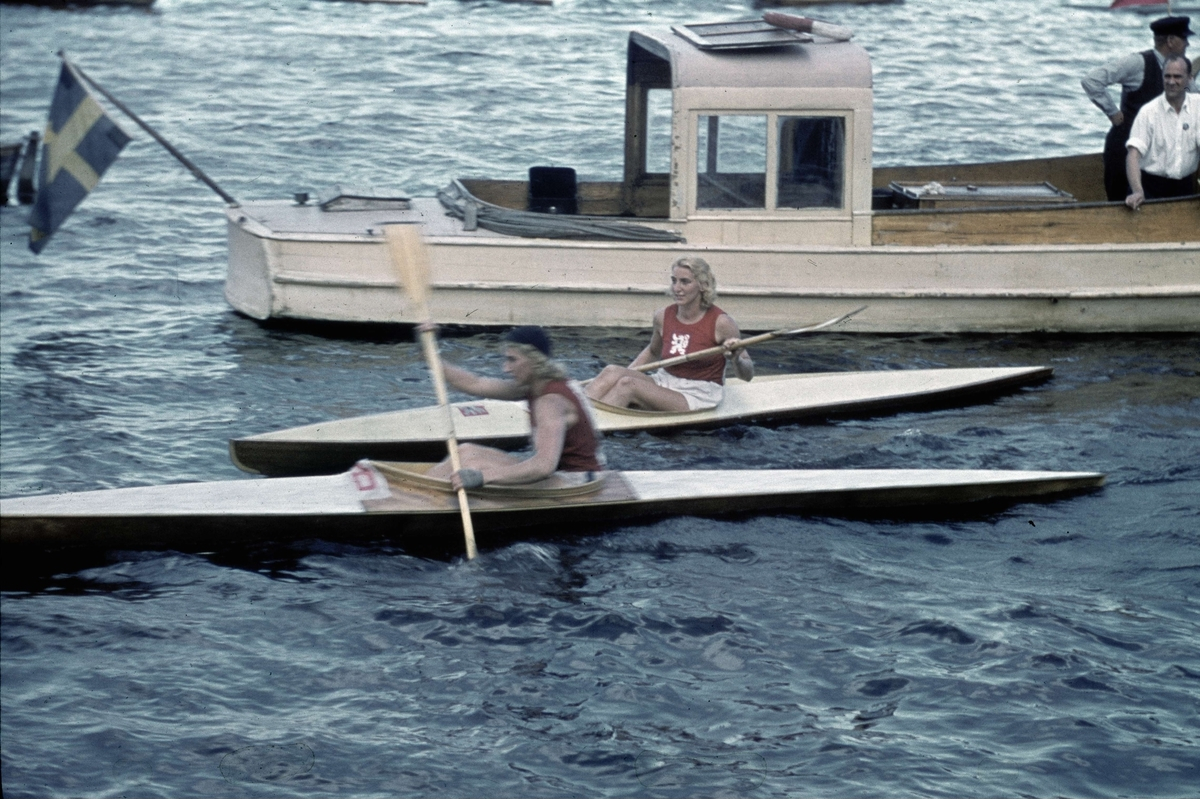
Drapeau de la Suède 1938 (Agfacolor).

### Drapeau national et pavillon civil
C'est au XVIe siècle que la forme en croix a été adoptée pendant le règne de Gustave Ier. L'adoption définitive a été officialisée un an après la séparation de la Suède et de la Norvège, en 1905.
Depuis lors, les proportions du drapeau suédois sont de 5:2:9 horizontalement et 4:2:4 verticalement. Les couleurs du drapeau ont officiellement les cotes suivantes dans le Natural Color System : NCS 0580-Y10R pour le jaune et NCS 4055-R95B pour le bleu. La loi suédoise ne réglemente pas le design du pennon, mais il est recommandé que ses couleurs correspondent à celles du drapeau. Le drapeau national de forme carrée est identique au pavillon civil. Le design original du drapeau est attribué à Rachel Bomgren.

### Pavillon militaire
La version militaire du drapeau se caractérise par sa découpe en trois flammes. Elle est utilisée par les unités de l'armée suédoise, et flotte comme pavillon naval à l'arrière des bâtiments de guerre. Elle est également hissée sur les bateaux privés dont le propriétaire et/ou le chef de bord est un officier (ou officier en retraite) de la marine suédoise.

## Influence
Le designer suédois Gillis Lundgren a adopté les couleurs du drapeau suédois pour le nouveau logo qu'il a conçu pour l'entreprise de meubles, Ikea en 1984.
Il est également à l'origine des couleurs du club sportif argentin Boca Juniors.